# 대한민국 민법 제716조
대한민국 민법 제716조는 조합계약의 임의탈퇴에 대한 대한민국 민법 채권법 조합에 대한 조문이다. 2022년 12월 13일에 법률 제19069호로 시행되었다.

## 조문
제716조(임의탈퇴)  ①조합계약으로 조합의 존속기간을 정하지 아니하거나 조합원의 종신까지 존속할 것을 정한 때에는 각 조합원은 언제든지 탈퇴할 수 있다. 그러나 부득이한 사유없이 조합의 불리한 시기에 탈퇴하지 못한다.
②조합의 존속기간을 정한 때에도 조합원은 부득이한 사유가 있으면 탈퇴할 수 있다.

第716條(任意脫退) ①組合契約으로 組合의 存續期間을 定하지 아니하거나 組合員의 終身까지 存續할 것을 定한 때에는 各 組合員은 언제든지 脫退할 수 있다. 그러나 不得已한 事由없이 組合의 不利한 時期에 脫退하지 못한다.
②組合의 存續期間을 定한 때에도 組合員은 不得已한 事由가 있으면 脫退할 수 있다.

## 판례
- 민법 제716조에 의한 조합의 탈퇴는 잔존 조합원이 동업사업을 계속 유지·존속함을 전제로 한다[1]

## 같이 보기
- 조합
- 조합계약

## 참고 문헌
- 오현수, 일본민법, 진원사, 2014. ISBN 9788963463452
- 오세경, 대법전, 법전출판사, 2014 ISBN 9788926210277
- 이준현, LOGOS 민법 조문판례집, 미래가치, 2015. ISBN 9791155020869